# CODAD

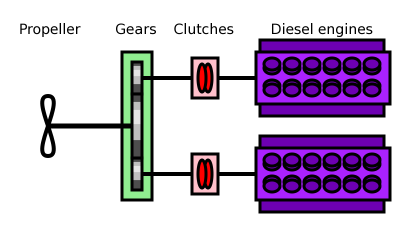
Schema del sistema di propulsione CODAD

Il sistema CODAD (Combined diesel and diesel) è un tipo di propulsione navale nel quale due motori diesel agiscono su un'unica elica. Il sistema di trasmissione si occupa di fare agire uno o entrambi i motori diesel sull'asse dell'elica.
Questo sistema di propulsione viene utilizzato nelle fregate francesi classe La Fayette, sulla classe Yavuz (il primo gruppo di navi tipo MEKO 200 della Turchia) e sulle fregate pakistane classe Zulfiquar.